# Agglo d'Elbeuf
L'Agglo d'Elbeuf (anciennement Communauté d'agglomération Elbeuf-Boucle de Seine, jusqu'en 2005) est une ancienne structure intercommunale française, située dans le département de la Seine-Maritime et la région Haute-Normandie.
Le 1er janvier 2010, l'Agglo d'Elbeuf a fusionné avec la Communauté de l’agglomération rouennaise et les communautés de communes de Seine-Austreberthe et du Trait-Yainville, pour former la Communauté d’agglomération Rouen-Elbeuf-Austreberthe (CREA).

## Historique
En 1954, le Syndicat intercommunal de l'agglomération elbeuvienne (SIAAE) est créé. En 1975, il devient un syndicat intercommunal à vocations multiples (SIVOM).
En 1981, le SIVOM acquiert des compétences dans l'urbanisme et les transports. En 1985, le SIVOM acquiert de nouveaux compétences dans le domaine économique.
En 1990, le SIVOM devient un District.
En 1999, le District acquiert des compétences dans l'aménagement de l'espace, la politique de la ville, la mise en valeur et la protection de l'environnement, la réalisation et la gestion d'équipements culturels d'intérêt communautaire. En 2000, le District devient une communauté d'agglomération.
La 2001, la communauté d'agglomération acquiert des compétences dans la distribution de l'eau potable pour les 10 communes de l'agglomération. Depuis le 1er juillet 2001, l'agglomération assure également la gestion de la base de loisirs de Bédanne. En 2005, les statuts sont modifiés, la communauté d'agglomération voit ses compétences s'élargir aux domaines culturels, sportifs, touristique.
En 2010, la communauté d'agglomération fusionne dans la Communauté d'agglomération Rouen-Elbeuf-Austreberthe (CREA).

## Administration

### Communes adhérentes
Au 31 décembre 2009, elle se composait de 10 communes :
| Commune                 | Population (2009) | Superficie | Densité        | Date d'adhésion | Délégués |
| ----------------------- | ----------------- | ---------- | -------------- | --------------- | -------- |
| Caudebec-lès-Elbeuf     | 9 711 hab.        | 3,68 km2   | 2 639 hab./km2 | 2000            | 6        |
| Cléon                   | 5 648 hab.        | 6,47 km2   | 873 hab./km2   | 2000            | 4        |
| Elbeuf                  | 17 251 hab.       | 16,32 km2  | 1 057 hab./km2 | 2000            | 8        |
| Freneuse                | 932 hab.          | 3,18 km2   | 293 hab./km2   | 2000            | 2        |
| La Londe                | 2 255 hab.        | 30,98 km2  | 73 hab./km2    | 2000            | 2        |
| Orival                  | 934 hab.          | 3,68 km2   | 254 hab./km2   | 2000            | 2        |
| Saint-Aubin-lès-Elbeuf  | 8 114 hab.        | 5,79 km2   | 1 401 hab./km2 | 2000            | 4        |
| Saint-Pierre-lès-Elbeuf | 8 470 hab.        | 6,36 km2   | 1 332 hab./km2 | 2000            | 4        |
| Sotteville-sous-le-val  | 757 hab.          | 5,27 km2   | 144 hab./km2   | 2000            | 2        |
| Tourville-la-Rivière    | 2 382 hab.        | 8 km2      | 298 hab./km2   | 2000            | 2        |
| 10 communes             | 56 454 hab.       | 89,73 km2  | 629 hab./km2   | --              | 36       |

### Administration
Au 31 décembre 2009, le conseil communautaire était constitué de 36 élus. Il était présidé par Didier Marie, président du conseil général de la Seine-Maritime. Les membres du conseil ont également désigné 8 vice-présidents chacun à la tête d'une des 9 commissions.